# Bogdan Malinowski
Bogdan Malinowski (ur. 1908 w Łodzi, zm. 6 maja 1943 w Tangerhütte) – podchorąży rezerwy 28 pułku piechoty Strzelców Kaniowskich, absolwent Wyższej Szkoły Handlowej w Poznaniu, uczestnik walk w obronie Warszawy we wrześniu 1939 roku.
Od kapitulacji Warszawy przebywał w obozie jenieckim w Altengrabow Stalag XI A. Zmarł na gruźlicę w szpitalu dla polskich jeńców wojennych w Tangerhütte 6 maja 1943 roku.
„Wśród wielu innych utrwalił mi się obraz podchorążego rezerwy 28 Pułku Strzelców Kaniowskich, Bogdana Malinowskiego, urodzonego 1908 roku w Łodzi. Stan płuc podchorążego: kawerny, rozpadówka, krwotoki. Tak jak w innych przypadkach można było myśleć wyłącznie o przedłużaniu jego życia. Podchorąży był świadom, że nie ma możności wyzdrowienia. Pogodzony z koniecznością zgonu, witał mnie zawsze uśmiechnięty, chętnie usługiwał ciężko chorym, gorączkującym kolegom i ze wszystkimi dzielił się zawartością obwitych paczek żywnościowych, jakie często otrzymywał z kraju. Sam śmiertelnie chory, stale pocieszał zdrowszych od siebie, opowiadając coraz to nowe kawały. Po przebytym pod koniec listopada 1942 roku krwotoku podchorąży gorączkował. Poleciłem mu stałe leżenie, ale już następnego dnia po spadku temperatury zastałem go przy łóżku jednego z kolegów. Troskliwie, jak matka, karmił łyżką chorego. Podchorąży Bogdan Malinowski zmarł 6 maja 1943 roku.”
Czynny udział w działalności niepodległościowej i walce zbrojnej w latach 1905–1945 brało także rodzeństwo Bogdana Malinowskiego: Henryk Pobóg-Malinowski (1889–1930), Maria Sylwia Szymańska (Pobóg-Malinowska) (1892–1978), Seweryn Malinowski (1898–1952), Marian Malinowski (1900–1977).